# 6 Śląski Batalion Taborowy
6 Śląski batalion taborowy (niem. Ersatz Train-Abteilung 6; w skrócie: Ers. Tr.-Abt. 6.)  –  batalion wojsk kolejowych okresu Cesarstwa Niemieckiego.
Sformowany 21 kwietnia 1853. Stacjonował w garnizonie Wrocław, przyporządkowany do VI Korpusu Armii. Brał udział w działaniach zbrojnych okresu I wojny światowej.